# Paul Runge (asesino en serie)
Paul Frederick Runge (nacido en 1970) es un asesino en serie estadounidense que abusó sexualmente y asesinó al menos a seis mujeres y una niña entre 1995 y 1997, en los condados de Cook y DuPage de Illinois. Originalmente recibió la pena capital, pero posteriormente fue conmutada por el gobernador Pat Quinn en 2011, cuando la pena capital fue abolida en el estado.

## Primeros años y primera condena
Se sabe poco de los primeros años de Runge. Nació en Oak Forest, y desde pequeño sufrió de sadismo sexual. Esto solo empeoró luego de la muerte de su madre, que ocurrió cuando él tenía 17 años.
Ese mismo año, Runge secuestró, violó y agredió a una niña de 14 años en Oak Forest, para luego entregarse a las autoridades. Se le impuso una condena de 14 años por este crimen, pero salió en libertad condicional en mayo de 1994. Durante ese tiempo, se casó con una mujer llamada Charlene, consiguió un trabajo como vendedor de zapatos y, más tarde, como camionero, y se mudó a tres diferentes ciudades antes de volver a ser arrestado en mayo de 1997, por violar las condiciones de su libertad condicional.

## Asesinatos
Cuando buscaba víctimas, Runge solía recorrer la zona y buscaba la forma de conocer a alguien. En el caso de algunas víctimas, Runge lo logró al fingir estar interesado en una propiedad que estaban vendiendo o rentando, y preguntaba si podía revisar el interior del edificio. Al ganarse la confianza de la víctima, luego procedía a violarla, antes de matarla ya fuera estrangulándola, apuñalándola o a golpes. En algunas ocasiones, se deshacía de los cuerpos descuartizándolos y tirándolos a la basura, y en cuatro casos quemó las casas de las víctimas.

### Stacy Frobel
La primera víctima fue una conocida de la esposa de Runge: Stacy Frobel, de 25 años y residente de Carol Stream. El 3 o el 4 de enero de 1995, Frobel había ido a visitar a Charlene a la casa de la pareja en Streamwood, pero no se le vio con vida luego de eso. Aproximadamente dos semanas después, el 16 de enero, un pastor alemán llamado Friendly llevó a casa de su dueño una pierna cercenada que había encontrado en un campo cerca de la frontera con el sur de Wisconsin. El perro también encontró la otra pierna cinco días después. Las pruebas de ADN concluyeron que efectivamente se trataba de Stacy Frobel, quien fue vista por última vez entrando en la casa de Runge.
Una vez dentro, Runge la había golpeado con una pesa, matándola en el acto. Runge luego procedió a colocar el cuerpo en la bañera, donde la desmembró con una sierra, antes de esparcir los restos por el norte de Illinois y el sur de Wisconsin. Dos días después del asesinato, llamó a su trabajo en Foot Locker para decir que estaba enfermo, antes de finalmente abandonarlo.

### Dzeneta y Amela Pasanbegovic
Las hermanas Pasanvegovic (de 22 y 20 años, respectivamente) eran refugiadas bosnias que habían llegado a vivir a Estados Unidos con su tío en Hanover Park, seis meses antes de sus asesinatos. Fueron vistas por última vez el 11 de julio de 1995, cuando, por medio de un conocido en común, Runge les ofreció un trabajo de limpieza de casas. En ese entonces, las hermanas se habían mudado a Glendale Heights, donde Runge había comenzado a trabajar en una tienda de Honey Baked Ham en el centro comercial, mientras que Charlene estaba planeando comenzar un negocio de limpieza.
Se presume que Charlene atrajo a las hermanas Pasanbegovic a la casa, donde posteriormente fueron esposadas, golpeadas, violadas, torturadas y finalmente estranguladas hasta la muerte por Runge. Para deshacerse de los cuerpos, él desmembró ambos cadáveres, metió los restos en bolsas de plástico y los tiró en contenedores de basura. De manera similar, Runge llamó a su trabajo al día siguiente de haber asesinado a las hermanas para decir que estaba enfermo, antes de dejar también ese trabajo.

### Dorota Dziubak
En enero de 1997, Dziubak, de 30 años, fue violada y posteriormente estrangulada en el Northwest Side de Chicago. Runge se encontró con ella luego de responder a un anuncio sobre la venta de una casa. El cuerpo quemado de Dziubak fue encontrado por los bomberos que extinguían un incendio en su casa.

### Yolanda Gutiérrez y Jessica Muniz
El 3 de febrero de 1997, Runge entró al apartamento de Gutiérrez, de 45 años, en el Northwest Side, en respuesta de un cartel de venta de equipo deportivo. Allí, ató a Gutiérrez y a su hija de 10 años, Jessica, a las que violó y torturó en una cama durante horas. Finalmente, Runge les cortó el cuello y prendió fuego a su casa antes de escapar.

### Kazimiera Paruch
De manera similar que con Dziubak, Kazimiera Paruch, de 43 años, se encontró con Runge cuando este fingió interés en comprar su condominio en marzo de 1997. Paruch también fue violada y estrangulada, y su cuerpo quemado fue posteriormente encontrado por los bomberos luego de extinguir un incendio en su casa.

## Investigación, juicio y encarcelamiento
Entre 1995 e inicios de 1996, la unidad del FBI de Chicago estuvo en busca de posible evidencia que pudiera vincular a Runge con las desapariciones de Frobel y las hermanas Pasanbegovic. Para ello, vigilaron a la pareja, rastrearon las llamadas de los teléfonos públicos, intervinieron los teléfonos y registraron la basura. El 8 de marzo de 1996, con la ayuda de otros dos organismos policiales, el FBI llevó a cabo un registro de la casa de Runge, la cual Paul Runge compartía con su esposa y su padre, Richard Runge. Se incautaron más de 200 objetos, entre ellos un libro sobre Charles Albright, una guía de tráfico policial por radio, una ballesta, una pistola eléctrica y un cuchillo. Al principio no pudieron arrestarlo, pero fue detenido en mayo de 1997 por posesión de un arma, una violación de su libertad condicional.
En 1999, las autoridades se hallaban luchando en la corte para mantener a Runge en prisión en el marco de la Ley de Personas Sexualmente Violentas (Sexually Violent Persons Act), citando su falta de remordimiento por la violación de 1987. Mientras estaba en prisión, un análisis de ADN vinculó a Runge con los asesinatos de Gutiérrez y Muniz, tras lo cual Runge confesó los otros cinco asesinatos. Adicionalmente, la policía sospecha que es responsable de muchos más, ya que Runge confesó haber matado a una prostituta, a quien luego desmembró y se deshizo de sus restos. Fue acusado de tres de los asesinatos, en los que hubo desmembramiento. En el año 2000, cuando estaba siendo llevado a una audiencia judicial en el Condado de Cook, Runge sometió al oficial penitenciario con la ayuda de otros dos reclusos durante una parada de rutina en Plainfield; sin embargo, el trío fue rápidamente recapturado por la policía local.
En enero de 2006, Runge fue condenado por los asesinatos de Gutiérrez y Muniz, recibiendo la pena de muerte. Los fiscales, quienes lo nombraron como el “rostro de la pena capital”, expresaron que esperaban que el caso pudiera ayudar a influir en la opinión a favor de la moratoria de 2000 sobre la pena de muerte en el estado. No obstante, la pena capital fue abolida en el estado en 2011 por el gobernador Pat Quinn, lo que resultó en que la sentencia fuera conmutada. Más tarde, en agosto, el fiscal del estado del condado de DuPage, Robert Berlin, decidió retirar los cargos en contra de Runge en relación con las hermanas Pasanbegovic, alegando que sería un desperdicio de tiempo debido a que ya se le había impuesto la pena más alta disponible en el estado.